# Dondervogel

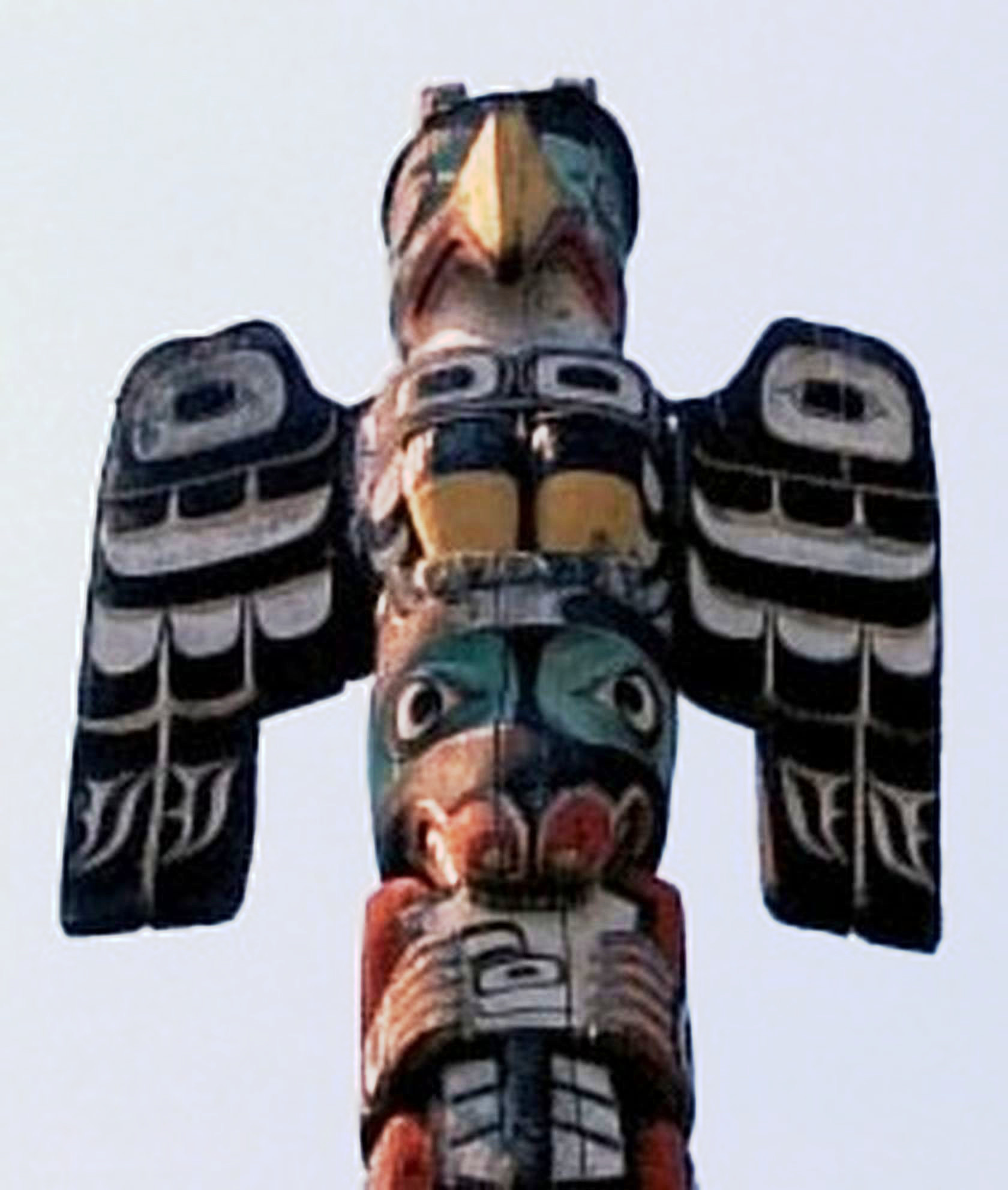
Een Dondervogel op een totempaal

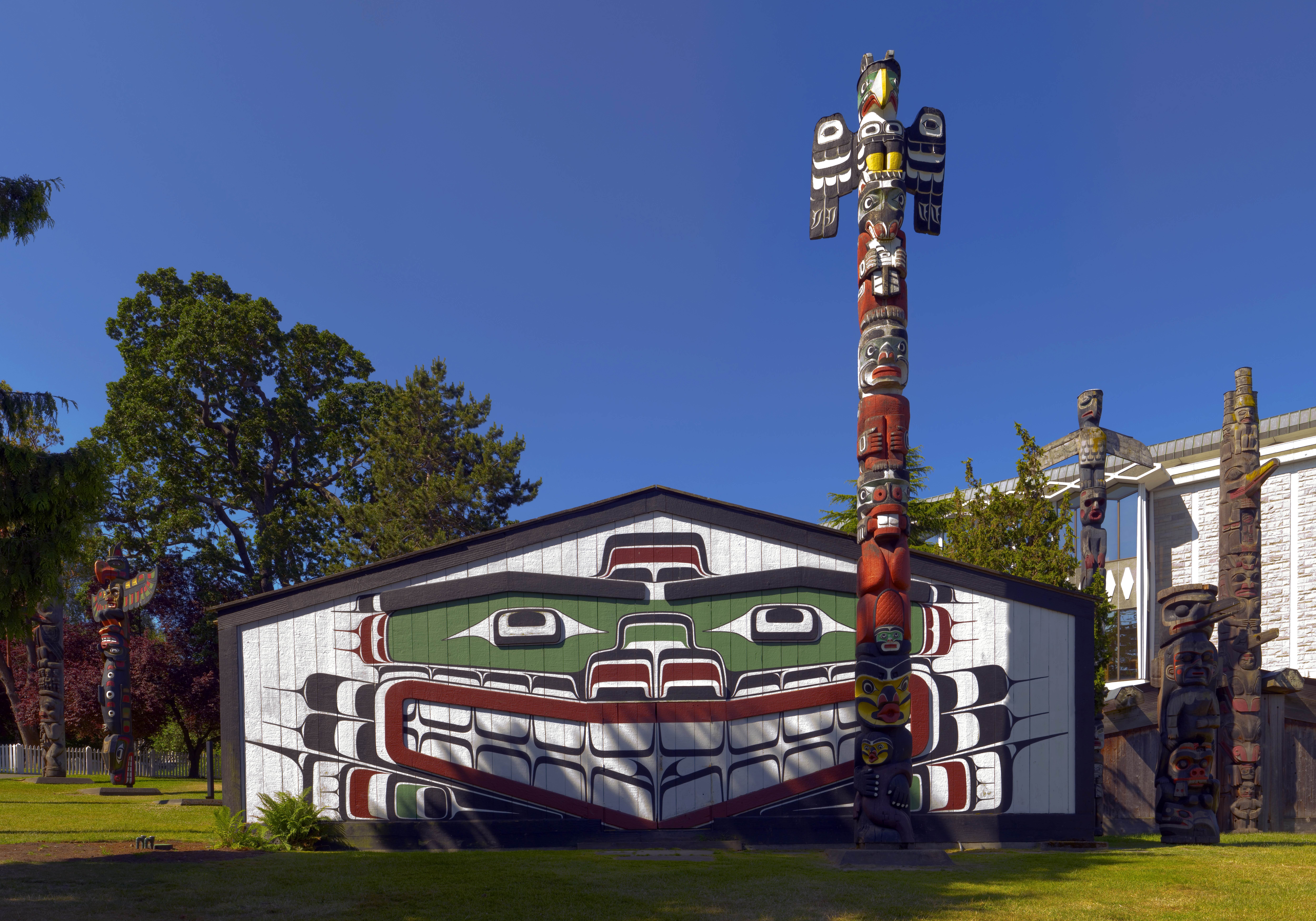
Dondervogels bij Kwakwaka'wakw big house

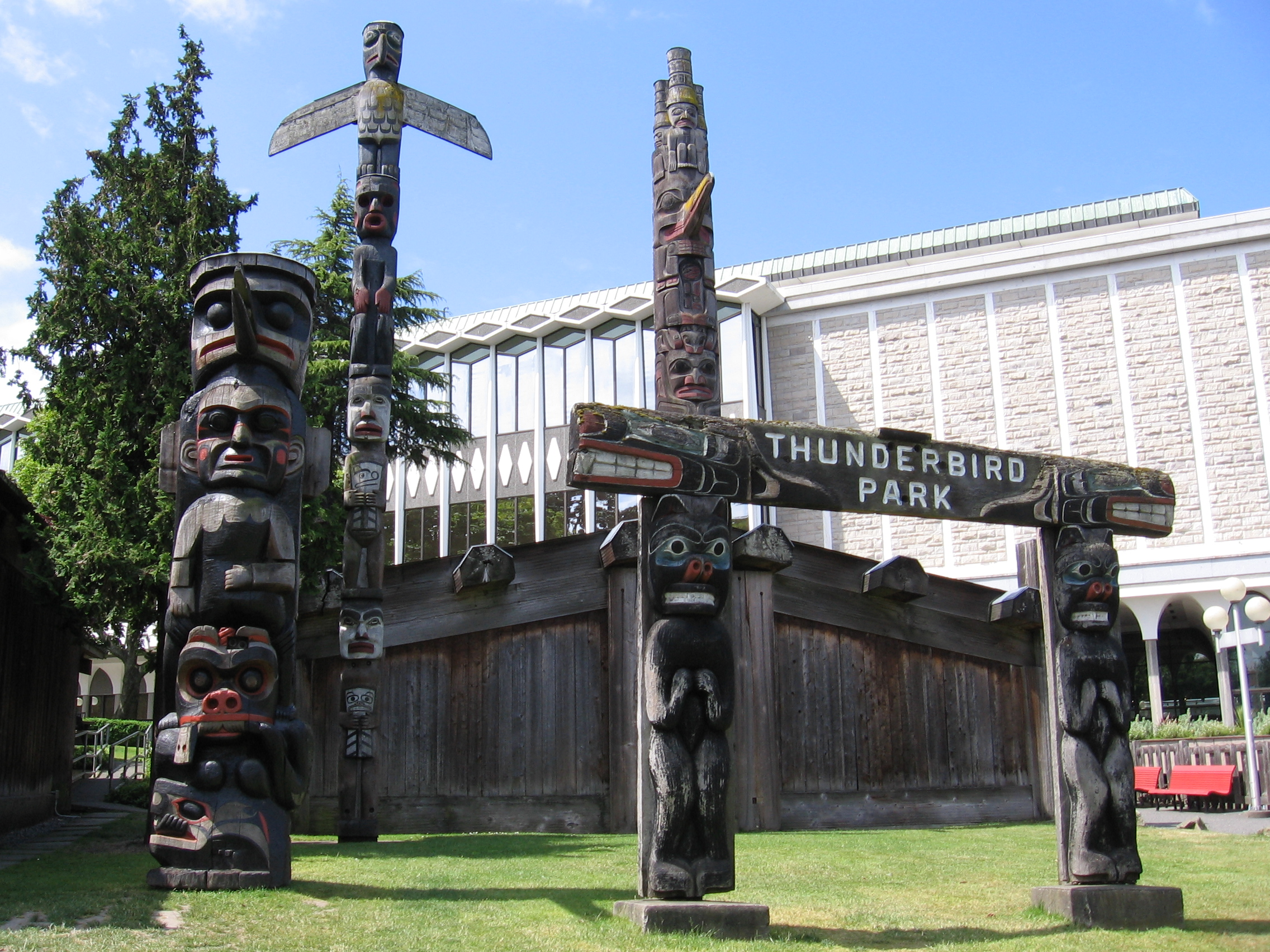
Thunderbird Park Royal Museum

De Dondervogel is een fabeldier dat tussen de wolken zou leven. Als hij beweegt gaat het waaien. Zijn brede vleugels laten het donderen, bliksemflitsen schieten uit zijn ogen en er valt regen op de aarde van het meer op zijn rug. Hij vliegt boven Amerika, jaagt op walvissen en vliegt met zijn prooi naar een bergtop. Alleen de botten van de walvis blijven over. Op de grote hoogvlakte en in de bossen is de Dondervogel constant verwikkeld in een gevecht met het gehoornd serpent, zijn aartsvijand.
Op totempalen van de Chilkat-indianen waren de Dondervogel en de walvis afgebeeld, en tijdens stambijeenkomsten verscheen een van de indianen met een masker van de grote vogel en een kleed dat zijn vleugels voorstelt.

Het insigne van de 45ste infanteriedivisie van de Verenigde Staten met een Dondervogel

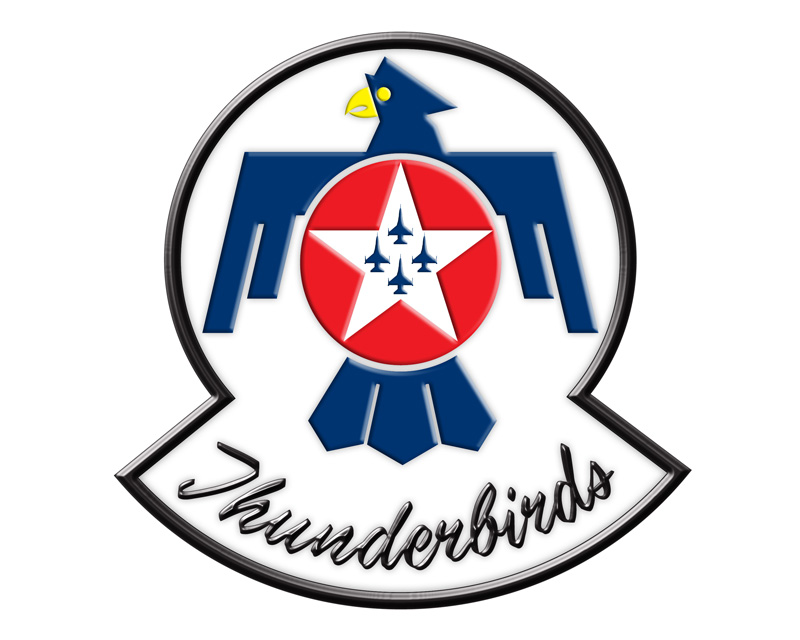
Logo van de U.S. Air Force Thunderbirds

De Ojibweg zagen de Dondervogel als een in beginsel onstoffelijk wezen, een mythische, 'grootvader' die onweer vertegenwoordigde en - in diepere zin - vruchtbaarheid; in materiële zin associeerden ze dit wezen met de havik-familie. De Chippewa's die aan de noordoever van Bovenmeer leefden zeiden dat de Dondervogel op Thunder Cape woont. Als men naar de top klimt, zou men gedood worden door zijn vlammende pijlen.
Op het hele continent liggen zware stenen, waarvan werd gedacht dat het de pijlpunten van de bliksemflitsen van de Dondervogel waren. Zoveel respect hadden de Ojibweg voor de Dondervogel dat ze op afgelegen plaatsen tabak achterlieten als offerande. Overigens werd de Dondervogel in staat geacht tot transformatie in alledaagse materiële zaken of personen; zo kan hij overal onder ons verkeren zonder dat wij het weten.
Bij weer andere volkeren zou de Amerikaanse adelaar de jongste nakomeling van de Dondervogel zijn, met pijlen in zijn klauwen.

## De dondervogel in verhalen
Ooit verwondde een Comanche-indiaan een Dondervogel met een pijl en vroeg zijn vrienden te helpen met het doden van het dier. Toen ze op de plek kwamen waar de vogel was neergestort, deed de donder daar de aarde beven en schoot de bliksem door de lucht, waardoor een van hen werd gedood. De rest vluchtte terug naar het kamp.

### Fantastic Beasts and Where to Find Them
In de film Fantastic Beasts and Where to Find Them gaat magiezoöloog Newt Scamander naar New York om een dondervogel vrij te laten die gevangen is gehouden. Aan het einde van de film heeft de Obscurus van Koenraad veel schade aangericht en veel Niemagie (mensen die niet kunnen toveren) hebben dat gezien en het staat in veel kranten. Om al de Niemagie te vergetelen, laat de Dondervogel zijn magische regen vallen om alle Niemagie te vergetelen.

## Koperen Dondervogel
Copper Thunderbird (Koperen Dondervogel) is de indiaanse naam van de belangrijke Canadees indiaanse (Ojibwe-)kunstenaar en sjamaan Norval Morrisseau. De naam werd aan hem gegeven in zijn jeugd toen hij leed aan de ziekte tuberculose en was een laatste poging zijn leven te redden. Koper is een heilig metaal en de Dondervogel een machtig wezen in de traditionele verhalen van zijn volk. Norval Morrisseau schilderde beelden uit deze verhalen. De stijlvorm kenmerkt zich door dikke zwarte omlijningen met heldere kleuren. Zijn stijl heeft geleid tot een kunststroming "The Woodland School of Art".